# Josep Viciana
José Lluís Viciana Monfort “Josep” (2 de julio de 1951, Tarrasa) es un creador, guionista y director de series y películas, especializado en series de animación. Durante su trayectoria, ha trabajado en las empresas D'Ocon Films y Neptuno Films, de donde han salido productos tan conocidos como "Los Fruittis" (The Frutties), "Delfy y sus amigos" (Delfy and his friends), "El Patito feo" (The Ugly Dyckling), "La vaca Connie" (Connie the Cow), Detective Bogey o "Los disfraces de Dougie" (Dougie in disguise). Con sus productos ha colaborado con compañías y televisiones como TV3, TVE, Andalucía TV, Alliance Atlantis, Antena 3, Noggin, BRB International, Animasia, TV Loonland, Disney UK, NRD, Discovery Kids LA.

## Actividad profesional
José Lluís Viciana realizó estudios de cine en la Escuela de Medios Audiovisuales de Barcelona (EMAV) entre los años 1981 y 1983. En esta etapa realizó algunos cortometrajes, incluido el documental "Vida de *perros".
La trayectoria profesional de Viciana empezó con la realización de diferentes cortometrajes independientes, entre 1972 y 1985, utilizando el formato SUPER8.
A partir del 1985 se especializó en las series de animación, trabajando como guionista de la productora de animación D'Ocon Films y produciendo series de éxito como "El món màgic del màgic Bruffi" (The amazing world of Bruffi), coproducida con TV3, "Los aurones" (Aurones) o "Los Fruitties" (The Frutties), estos dos proyectos coproducciones con TVE, y "Delfy y sus amigos" (Delfy and His Friends), emitida en TVE y en el canal inglés Sky One.
El 1991 Viciana fue uno de los fundadores de Neptuno Films, una productora de animación nacida en Terrassa (Barcelona) y que en poco tiempo se convirtió en una compañía muy importante en el sector de la animación. De Neptuno Films, con Viciana como director de series animadas y en la mayoría también creador, salieron productos tan conocidos como por ejemplo:
- "Detective Bogey" y "El Patito feo" (The Ugly Ducking), las dos coproducciones con TVE.
- "Bandolero", coproducción con Canal Sur.
- "2020", coproducción con Megatrix (Antena 3) y exportada a EE. UU.
- "La vaca Connie" (Connie the Cow), exportada en Canadá y EE. UU.
- "Megaminimals", exportada a diferentes países como Estados Unidos, Kenia o China, gracias a su exposición al Festival de Cannes[2]

Aparte de las series animadas, Viciana también ha participado en otros productos audiovisuales, como "La pista salta a la vista", una serie donde la animación se mezcla con la realidad, y "Lorgan", un capítulo piloto de una serie de detectives.
Viciana ha trabajado mucho Josep Roig Boada, compositor y productor musical de la mayoría de las series y películas de Viciana.

## Trabajos destacados y reconocimientos
Neptuno Films fue clasificada como la segunda productora más prospera de Europa según un estudio de The Global Animation Business en colaboración con la asociación europea de animación CARTOON. Además, la productora de Viciana fue escogida como uno de los 10 mejores estudios de animación fuera de Estados Unidos, según Animation Magazine.
Muchas series creadas por Viciana han tenido repercusión y han sido exportada a otros países.
"El Patito feo" se vendió a la televisión pública china el 1997, y fue la primera serie de animación occidental que se introdujo en este mercado. Por otro lado, "La Vaca Connie" se ha exportado a países como Estados Unidos y Canadá y fue una de las series más premiadas del Festival de Cannes del año 2000.  Además, ganó un premio Cartoons on the Bay el 2005 y un Zapping Award al 2006. "Detective Bogey" ganó el premio a la mejor serie animada latinoamericana. "Megaminimals" ha sido exportada en diferentes países como Estados Unidos, Kenia o China, gracias a su exposición al Festival de Cannes.
En cuanto al documental "Vida de perros", fue comprado la cadena France 3 para el programa "Terre de animaux", presentado por Brigitte Bardot.

## Proyectos en los que ha participado
| Año                                            | Proyecto                          | Tipo                       | Rol                   | Observaciones                                                            |
| ---------------------------------------------- | --------------------------------- | -------------------------- | --------------------- | ------------------------------------------------------------------------ |
| 1984-1985                                      | El món màgic del màgic Bruffi     | Serie                      | Guionista y director  | Coproducido por TV3.                                                     |
| 1986                                           | Aurones                           | Serie                      | Guionista y director  | Coproducido por TVE                                                      |
| 1987                                           | La tribu de los Aurones           | Serie                      | Guionista y director  | Coproducido por TVE                                                      |
| 1988                                           | Història de Catalunya             | Serie                      | Guionista             | Coproducido por TV3                                                      |
| 1989-1991                                      | Los Fruittis                      | Serie                      | Guionista             | Coproducido por TVE                                                      |
| 1990                                           | La pista salta a la vista         | Serie                      | Guionista y director  | Coproducido por TVE                                                      |
| 1990                                           | Lorgan                            | Serie                      | Guionista y productor | Producido por Institut del Cinema Català                                 |
| 1991                                           | Delfy y sus amigos                | Serie                      | Guionista             | Coproducido por TVE                                                      |
| 1992-1994                                      | Balín                             | Serie                      | Director              | Coproducido por TVE                                                      |
| 1995-1997                                      | Detective Bogey                   | Serie                      | Director              | Coproducido por TVE                                                      |
| 1997-1998                                      | El Patito Feo                     | Serie                      | Creador               | Coproducido por TVE                                                      |
| 2000                                           | The Gravediggers Squad            | Serie                      | Director              | Coproducido por TV3                                                      |
| 2000-2001                                      | Los tres ositos                   | Serie                      | Director              |                                                                          |
| 2000-2001                                      | Bandolero                         | Serie                      | Creador y director    | Coproducido por Canal Sur                                                |
| 2000-2001                                      | La historia de los tres ositos    | Película                   | Director              |                                                                          |
| 2000-2001                                      | Las aventuras del Patito Feo      | Película                   | Director              |                                                                          |
| 2003-2004                                      | La vaca Connie                    | Serie                      | Creador y director    |                                                                          |
| 2004                                           | 2020                              | Serie                      | Creador y director    | Coproducido por Megatrix (Antena 3) y también emitida en Estados Unidos. |
| 2007                                           | Aprendiendo con Connie            | Serie                      | Creador y director    |                                                                          |
| 2004-2006                                      | La vaca Connie (segunda parte)    | Serie                      | Creador y director    | Coproducido por TV3                                                      |
| 2004-2005                                      | Bandolero                         | Película                   | Director              |                                                                          |
| 2004-2005                                      | El patito feo: La gran carrera    | Película                   | Director              |                                                                          |
| 2004-2005                                      | Vacaciones con El Patito Feo      | Película                   | Director              |                                                                          |
| 2004-2005                                      | Navidad con El Patito Feo         | Película                   | Director              |                                                                          |
| 2004-2005                                      | Historias misteriosas             | Película                   | Director              |                                                                          |
| 2004-2005                                      | El bosque encantado               | Película                   | Director              |                                                                          |
| 2004-2005                                      | Dragones y elfos                  | Película                   | Director              |                                                                          |
| 2005-2006                                      | Tork                              | Serie                      | Creador y guionista   |                                                                          |
| 2005-2006                                      | Dougie se disfraza                | Serie                      | Creador y director    | Coproducida por TVE                                                      |
| 2005                                           | Byte Boy                          | Serie                      | Creador y guionista   |                                                                          |
| 2005                                           | Tokoto                            | Serie                      | Creador y guionista   |                                                                          |
| 2006                                           | Ambi and Lance                    | Serie                      | Director y guionista  |                                                                          |
| 2007                                           | The adventures of the Three Bears | Película                   | Director              |                                                                          |
|                                                | The Halloween Night               | Película                   | Director              |                                                                          |
| The scary adventures of the Gravediggers Squad |                                   | Película                   | Director              |                                                                          |
| Megaminimals                                   | Serie                             | Creador y guionista        | Coproducida por TV3   |                                                                          |
| 2009-2012                                      | Serie                             | Creador y guionista        | Coproducida por TV3   | Megaminimals 2                                                           |
| 2010-2012                                      | Serie                             | Rupert y Sam               | Coproducida por TV3   | Director y guionista                                                     |
| 2013-2015                                      | Serie                             | Tex                        |                       | Director y guionista                                                     |
| 2015-2018                                      | Serie                             | El Diario De Mika          | Director Animador     | Coproducida por SuperToons                                               |
| 2015-2018                                      | La historia no se ha acabado      | Coproducida por TV3 y BNC. |                       |                                                                          |